# Saint-Rirand
Saint-Rirand is een gemeente in het Franse departement Loire (regio Auvergne-Rhône-Alpes) en telt 110 inwoners (1999). De plaats maakt deel uit van het arrondissement Roanne.

## Geografie
De oppervlakte van Saint-Rirand bedraagt 15,5 km², de bevolkingsdichtheid is 7,1 inwoners per km².
De onderstaande kaart toont de ligging van Saint-Rirand met de belangrijkste infrastructuur en aangrenzende gemeenten.

## Demografie
Onderstaande figuur toont het verloop van het inwonertal (bron: INSEE-tellingen).